# Мальчик, вытаскивающий рыбу (Москва)
«Мальчик, вытаскивающий рыбу» («Мальчик», «Рыбак», «Мальчик с рыбой») — фонтан в Москве, у бывшего павильона «Ленинград и Северо-Запад РСФСР». Фонтанная скульптура — реплика статуи в Санкт-Петербурге.

## История
В 1949—1954 годах была проведена реконструкция здания павильона «Ленинград и Северо-Запад РСФСР» Всесоюзной сельскохозяйственной выставки по проекту архитектора Е. А. Левинсона (при участии И. З. Вильнера). В ходе реконструкции позади павильона был устроен дворик с бассейном, посреди которого в 1954 году размещена скульптура мальчика с рыбой — аллюзия на Летний сад и парки Петергофа. 
Эта статуя — копия фонтанной скульптуры, выполненной в качестве студенческой конкурсной работы скульптором Борисом Николаевичем Соном (1922—2009) при поступлении в Ленинградский институт живописи, скульптуры и архитектуры в 1949 году и установленной в 1952 году в Московском парке Победы. Она представляет собой бронзовую литую скульптуру мальчика, стоящего на скале и вытаскивающего рыболовную сеть. По сюжету композиции удачливый парень крепко держит сеть с рыбиной. Для согласования гармонии фасада павильона и прилегающего сквера архитектор не стал создавать пышный фонтан, а установил скульптуру рыбака на невысокий постамент, создающий иллюзию, будто мальчик с неводом сидит на водной глади. Образ словно перекликается с легендарной «Девушкой с разбитым кувшином» в Екатерининском парке Царского Села скульптора П. П. Соколова, воспетой Александром Пушкиным и Анной Ахматовой. 
В конце 1970-х гг. к статуе была подведена вода: с этого времени фонтанная струя выходила из-под только что пойманной рыбы. В ходе очередной реконструкции в 2014 году скульптура была поднята на более высокий постамент, а количество водных струй увеличено: теперь мальчика-рыбака в сезон работы фонтанов ВДНХ окружает целое кольцо взлетающих ручейков.